# تنگ دالان
تنگ دالان، روستایی در دهستان کهورستان بخش کهورستان شهرستان خمیر در استان هرمزگان ایران است.

## مردم و امکانات
مذهب مردم روستای تنگ دالان از اهل سنت و از شاخه شافعی است و به زبان فارسی و به گویش محلی تکلم می‌کنند.
این روستا دارای مسجد، دبستان، و آب‌انبار برکه است.

## جمعیت
بر پایه سرشماری عمومی نفوس و مسکن در سال ۱۳۹۵، جمعیت این روستا برابر با ۲۳۵ نفر (۵۸ خانوار) بوده‌است.